# مرد نوامبر
مرد نوامبر (انگلیسی: The November Man) یا متولد ماه مردگان (نام دوبله شده آن در ایران) فیلمی در ژانر مهیج به کارگردانی راجر دونالدسون است که در سال ۲۰۱۴ منتشر شد. از بازیگران آن می‌توان به پیرس برازنان، اولگا کوریلنکو، لوک بریسی، ویل پاتون، الیزا تیلور، بیل اسمیترویچ، مدیها موسلیوویچ و لازار ریستووسکی اشاره کرد.

## داستان
یک مأمور سابق سازمان جاسوسی آمریکا (CIA) زندگی آرامی را در سوئیس آغاز کرده که در مأموریتی ناخواسته همسر خود را از دست می‌دهد و مجبور به ایستادن در مقابل شاگرد سابقش و پایان دادن به آخرین مأموریت خود می‌شود که این‌بار رنگ و بویی شخصی دارد.